# Langschwanz-Hüpfmaus
Die Langschwanz-Hüpfmaus (Notomys longicaudatus) ist ein ausgestorbenes Nagetier aus der Gattung der Australischen Hüpfmäuse (Notomys). Die Aborigines nannten sie koolawa. Sie war früher in den trockenen Regionen in Süd- und Zentralaustralien weit verbreitet. Der Rücken war sandbraun, die Unterseite weiß. Der Schwanz war oberseits hellbraun und an der Unterseite weiß mit einem dunklen Flaum. Die Kopf-Rumpf-Länge betrug zwischen 110 und 160 mm, die Schwanzlänge 160 bis 205 mm, die Hinterfußlänge 40 bis 45 mm, die Ohrenlänge 24 bis 28 mm. Sie erreichte ein Gewicht von 100 g. Damit gehörte sie zu den größten Hüpfmausarten. Die Weibchen besaßen vier Zitzen. Über ihre Lebensweise ist kaum etwas bekannt. Sie bevorzugte offenbar feste, lehmige Böden, um darin ihre Löcher zu graben. Obwohl sie sich gerne von Rosinen ernährte, stellte sie keine Plage für die Speicher der Siedler dar. Sie wurde 1843 vom Naturforscher John Gilbert entdeckt. Bis zum letzten gesicherten Nachweis 1901 wurden nur eine Handvoll Exemplare gefangen. Sie überlebte aber vermutlich viel länger, da man 1977 im Gewölle einer Eule Schädelfragmente fand und sie dieser Art zuordnete.
Zwei Präparate befinden sich im World Museum Liverpool.